# Jesús Alejandro Gómez
Jesús Alejandro Gómez Molina (Hermosillo, Sonora, 31 de enero de 2002) es un futbolista mexicano. Juega como defensa central y su actual equipo es el Club Tijuana de la Liga MX.

## Trayectoria

### Atlas de Guadalajara
Alejandro llegó al Atlas de Guadalajara en 2015 a los 13 años de edad, fue visoriado cuando participaba en un olimpiada realizada en Tijuana con la selección de sonora, posteriormente fue llamado para unirse a la categoría sub-13. El 22 de enero de 2020; debutó en la Copa MX entrando al minuto 67' por Jonathan Herrera en la derrota 2-1 ante los Leones Negros, llegaría su debut como titular en la Primera División de México el 29 de mayo de 2019 usando el número 358 en la victoria 1-0 ante Santos Laguna. El 5 de febrero de 2019 en un partido correspondiente a la jornada 5 de la Copa MX en el minuto 31' tras impactar el balón en el poste y empujarlo, Alejandro logra anotar su primer gol como Rojinegro, en la victoria 4-2 ante los Leones Negros.

### Boavista F.C.
El 27 de agosto de 2020, Atlas de Guadalajara oficializó el préstamo por un año con opción de compra de Alejandro Gómez con el Boavista Futebol Clube de la Primeira Liga de Portugal.

## Selección nacional

### Sub-17

#### Campeonato Sub-17
El 18 de abril de 2019; Alejandro fue incluido en la lista definitiva de los 20 jugadores que jugaron el Campeonato Sub-17 2019, con sede en los Estados Unidos. 
 
Debutó el 1 de mayo de 2019 en el Campeonato sub-17 2017, jugando los 90' minutos y anotando el único gol del partido al minuto 50', dándole la victoria 1-0 a la selección mexicana ante Jamaica.

#### Mundial Sub-17
El 7 de octubre de 2019; Alejandro Gómez fue incluido en la lista definitiva de los 21 jugadores que jugaran el Mundial Sub-17 2019, con sede en Brasil. 

Debutó el 28 de octubre en el Mundial sub-17 2019, jugó los 90' minutos en el empate 0-0 ante Paraguay.
En el partido ante Islas Salomón disputado el 3 de noviembre de 2019, Alejandro logró anotar un doblete a los minutos 33' y 80' en la goleada 8-0, obteniendo su clasificación con la Sub-17 a octavos de final del Mundial sub-17.
| Selección | País   | PJ | G | Año  |
| --------- | ------ | -- | - | ---- |
| Sub-17    | México | 13 | 4 | 2019 |

#### Partidos internacionalesSub-17
| #   | Fecha                   | Estadio                                             | Selección | Rtdo.           | Oponente          | Goles    | Competición            | Sust. |
| --- | ----------------------- | --------------------------------------------------- | --------- | --------------- | ----------------- | -------- | ---------------------- | ----- |
| 1.  | 1 de mayo de 2019       | Academia IMG - Campo #1, Bradenton, Estados Unidos  | México    | 1-0             | Jamaica           | 50'      | Campeonato Sub-17 2019 | 90'   |
| 2.  | 3 de mayo de 2019       | Academia IMG - Campo #1, Bradenton, Estados Unidos  | México    | 5-0             | Bermudas          |          | Campeonato Sub-17 2019 | 90'   |
| 3.  | 5 de mayo de 2019       | Academia IMG - Campo #1, Bradenton, Estados Unidos  | México    | 5-0             | Trinidad y Tobago |          | Campeonato Sub-17 2019 | 46'   |
| 4.  | 8 de mayo de 2019       | Academia IMG - Campo #1, Bradenton, Estados Unidos  | México    | 2-1             | Puerto Rico       | 42'      | Campeonato Sub-17 2019 | 90'   |
| 5.  | 12 de mayo de 2019      | Academia IMG - Campo #11, Bradenton, Estados Unidos | México    | 5-1             | El Salvador       |          | Campeonato Sub-17 2019 | 90'   |
| 6.  | 14 de mayo de 2019      | Academia IMG - Campo #1, Bradenton, Estados Unidos  | México    | 1-0             | Haití             |          | Campeonato Sub-17 2019 | 90'   |
| 7.  | 28 de octubre de 2019   | Estadio Bezerrão, Gama, Brasil                      | México    | 0-0             | Paraguay          |          | Mundial Sub-17 2019    | 90'   |
| 8.  | 31 de octubre de 2019   | Estadio Bezerrão, Gama, Brasil                      | México    | 1-2             | Italia            |          | Mundial Sub-17 2019    | 90'   |
| 9.  | 3 de noviembre de 2019  | Estadio Kléber Andrade, Cariacica, Brasil           | México    | 8-0             | Islas Salomón     | 33', 80' | Mundial Sub-17 2019    | 90'   |
| 10. | 6 de noviembre de 2019  | Estadio Bezerrão, Gama, Brasil                      | México    | 2-1             | Japón             |          | Mundial Sub-17 2019    | 90'   |
| 11. | 10 de noviembre de 2019 | Estadio Kléber Andrade, Cariacica, Brasil           | México    | 1-0             | Corea del Sur     |          | Mundial Sub-17 2019    | 90'   |
| 12. | 14 de noviembre de 2019 | Estadio Bezerrão, Gama, Brasil                      | México    | 1-1 4-3 Penales | Holanda           |          | Mundial Sub-17 2019    | 120'  |
| 13. | 17 de noviembre de 2019 | Estadio Bezerrão, Gama, Brasil                      | México    | 1-2             | Brasil            |          | Mundial Sub-17 2019    | 90'   |

### Sub-20
Primeras convocatorias
El 24 de febrero de 2020 Alejandro Gómez recibió su primera convocatoria a la Sub-20 para disputar una concentración y un partido de preparación en el Centro de Alto Rendimiento. El partido partido de preparación se disputó el 26 de febrero en el CAR donde Alejandro inició de titular y el juego terminó en un empate 1-1 ante el Querétaro Sub-20.

### Participaciones en selección nacional
| Copa                                | Categoría                           | Sede                                | Resultado                           | Partidos | Goles |
| ----------------------------------- | ----------------------------------- | ----------------------------------- | ----------------------------------- | -------- | ----- |
| Campeonato Sub-17 de 2019           | Sub-17                              | Estados Unidos                      | Campeón                             | 7        | 2     |
| Mundial Sub-17 de 2019              | Sub-17                              | Brasil                              | Subcampeón                          | 6        | 2     |
| Total parcial en selección nacional | Total parcial en selección nacional | Total parcial en selección nacional | Total parcial en selección nacional | 13       | 4     |

## Clubes

### Estadísticas
| Club                                                                                      | Div           | Temporada     | Liga nacionales(1) | Liga nacionales(1) | Liga nacionales(1) | Copas nacionales(2) | Copas nacionales(2) | Copas nacionales(2) | Torneos internacionales | Torneos internacionales | Torneos internacionales | Total | Total | Total  | Media goleadora |
| Club                                                                                      | Div           | Temporada     | Part.              | Goles              | Asist.             | Part.               | Goles               | Asist.              | Part.                   | Goles                   | Asist.                  | Part. | Goles | Asist. | Media goleadora |
| ----------------------------------------------------------------------------------------- | ------------- | ------------- | ------------------ | ------------------ | ------------------ | ------------------- | ------------------- | ------------------- | ----------------------- | ----------------------- | ----------------------- | ----- | ----- | ------ | --------------- |
| Atlas de Guadalajara · México                                                             | 1.ª           | 2018-19       | 2                  | 0                  | 0                  | 2                   | 1                   | 0                   | 0                       | 0                       | 0                       | 4     | 1     | 0      | 0.25            |
| Atlas de Guadalajara · México                                                             | 1.ª           | 2019-20       | 2                  | 0                  | 0                  | 4                   | 0                   | 0                   | 0                       | 0                       | 0                       | 6     | 0     | 0      | 0.00            |
| Atlas de Guadalajara · México                                                             | Total club    | Total club    | 4                  | 0                  | 0                  | 6                   | 1                   | 0                   | 0                       | 0                       | 0                       | 10    | 1     | 0      | 0.1             |
| Boavista F.C. Portugal                                                                    | 1.ª           | 2020-21       | 7                  | 0                  | 0                  | 0                   | 0                   | 0                   | 0                       | 0                       | 0                       | 7     | 0     | 0      | 0.0             |
| Boavista F.C. Portugal                                                                    | Total club    | Total club    | 7                  | 0                  | 0                  | 0                   | 0                   | 0                   | 0                       | 0                       | 0                       | 7     | 0     | 0      | 0.0             |
| Total carrera                                                                             | Total carrera | Total carrera | 11                 | 0                  | 0                  | 6                   | 1                   | 0                   | 0                       | 0                       | 0                       | 17    | 1     | 0      | 0.06            |
| (1)Incluye datos de la Liga MX (2019-20.). (2)Incluye datos de la Copa MX (2019-20-Act.). |               |               |                    |                    |                    |                     |                     |                     |                         |                         |                         |       |       |        |                 |

### Resumen estadístico
| Competición           | Partidos | Goles | Asistencias | Media goleadora |
| --------------------- | -------- | ----- | ----------- | --------------- |
| Primera división      | 11       | 0     | 0           | 0.0             |
| Copas nacionales      | 6        | 1     | 0           | 0.17            |
| Copas internacionales | 0        | 0     | 0           | 0.0             |
| Total                 | 17       | 1     | 0           | 0.06            |

## Palmarés

### Títulos nacionales
| Título               | Club     | País   | Año     |
| -------------------- | -------- | ------ | ------- |
| Liga MX              | Atlas FC | México | 2021    |
| Liga MX              | Atlas FC | México | 2022    |
| Campeón de Campeones | Atlas FC | México | 2021-22 |

### Distinciones individuales
| Distinción                                                           | Año  |
| -------------------------------------------------------------------- | ---- |
| Incluido en el Once Ideal del Campeonato Sub-17 de la Concacaf 2019. | 2019 |